# 马保国
马保国（1951年—），男，籍贯山东临沂，出生及长大于河南，中国大陆太极拳师，自称“浑元形意太极门掌门人”。马保国因2017年约战MMA格斗家徐晓冬首次出现在大众视野中。2020年5月，马保国在对阵民间武术爱好者王庆民的比赛中，30秒内被连续高速击倒三次，此事件成为了持续多日的社交平台热点。同年年末，马保国因其鬼畜视频再度爆红网络。

## 生平
根据马保国自述，其于1951年生于河南，籍贯山东省临沂县，祖父为武术家马忠义，父亲为八路军战士马德峰。马保国从7岁开始随父亲习练祖传的山东马家功夫。1968年底，马保国入读河南省内乡县高级中学（内乡一高）。1970年12月，高中毕业的马保国从军入伍，在山东长岛要塞区服役了5年。1976年春节前，马保国与在内乡工作的女友陈淑敏完婚。1976年3月，马保国从部队复员回到内乡县城，5月被分配到南阳磷肥厂当工人。
1977年，高考制度恢复，马保国考入南阳师范高等专科学校（南阳师专）并于1978年3月入读。1981年3月，马保国从南阳师专毕业，进入南阳东汽车站工作，后被提拔为站长。1982年春，马保国被省交通厅选拔为后备干部，于5月份参加了国家交通部组织的考试，9月份到西安公路学院学习公路运输管理专业。
1982年9月，在西安上大学的马保国结识了形意拳名家尚济并向其学习形意拳。1984年年底，马保国毕业回到原单位。1987年，马保国结识了自称“郭大侠”的武当、峨眉功夫传人郭升海并向其拜师学艺，后成为其入室弟子。1994年12月，调入河南省中原石油天然气公司任职。1997年夏天，马保国结识了混元太极第二代传人王长海。王长海会在公园教学点教拳，马保国参加了三次推手学习班。马保国虽自称王长海为自己的师父，不过混元太极谱系记载的王长海的39位弟子中并没有马保国。
2001年，马保国的儿子马晓阳赴英国读MBA，为此马保国借了巨债，但之后无力偿还，不得已而出国教拳。2002年2月至2007年1月，马保国在英国教授中国功夫，并在此期间的2004年2月创建了“英国混元太极拳协会”，任首届会长。2013年夏，马保国与儿子马晓阳及众弟子共同创立了“浑元形意太极门”。2015年秋，马保国协助儿子马晓阳创办了上海浑元国术馆并任名誉馆长。
2017年，马保国约战MMA格斗家徐晓冬，首次出现在了大众视野中。2020年5月，马保国在对阵民间武术爱好者王庆民的比赛中，30秒内被连续击倒三次，此事件成为了持续多日的社交平台热点。同年年末，因其鬼畜视频爆红网络。2020年11月16日，马保国宣布将参演电影《少年功夫王》。
2022年上海封城期間，馬保國被人發現居住在閔行區古美路街道平南新村。

## 事件

### 点评雷雷与徐晓冬之战
2017年4月27日，身为“杨氏太极拳传人、‘雷公太极’创始人”的雷雷在开场不到20秒的时间内被MMA格斗家徐晓冬打败，马保国於5月2日親撰4000字公开信痛斥徐晓冬「狂妄之極」，稱太極為「國之神器，不可侵犯，犯者當誅」，并约战徐晓冬。
6月26日，马保国如约与徐晓冬比武，但其间出现了小插曲，需更换场地。在更换场地事宜商议期间，马保国接受了媒体的采访。采访之际，与徐晓东的支持者发生言语交锋。在被问到雷雷徐晓冬之战时，马保国表示“雷雷不懂实战”，“雷雷只会推手，不会接手”，“雷雷拉的架子不对，他直进直退，中国传统功夫都是‘滚进滚出’，身体是螺旋的”，他还称“让115公斤的人双手握我一根手指，看他能不能握住”，“太极拳最厉害的一点是‘推手’，比巴西柔术要高明得多”，并表示自己可以“唱着歌儿破裸绞”。此外，马保国展示了自己左手手掌上的一个肉球，声称这个球是他练出来的“太极球”， 相当于高压锅上的通气阀，是他的“太极总开关”，不过据医生判断这可能只是普通的神经纤维瘤。马保国还讲述了一段故事，称其于2009年在师妹胳膊上试了下“朱砂掌”，结果三年后掌印仍未完全消失。

### “与MMA冠军比武”视频
马保国发布的公开信中附有一段长达5分多钟的视频，内容为其与一外国男子“比武”。视频前4分半钟显示该男子没有出手，且多次被马击中头部，而后一部分则为其与男子摔跤，男子最后被马抓住左腿并摔倒在地。马保国称这是他于2015年3月12日上午“打败”了“英国90公斤泰拳王、巴西柔术国际冠军、欧洲MMA国际冠军”彼得·欧文（Peter Irving）的“比武”视频，表示“中国传统功夫比西方的MMA搏击术要好得多”，“这是实打的录像，就是比武的录像。这里面就有一个‘接、化、发’动作。中国传统武术核心打法就是要打‘接、化、发’，四两拨千斤。就是他出手了，我接住以后打了他”，“没练好‘接、化、发’，你就没资格说自己代表中国武术”。
此外，马保国还称其在当天上午“战胜”了彼得·欧文后，下午又接受了英国选手托尼的挑战。马保国称托尼是“英国无限制搏击冠军、推手冠军”，表示“托尼是临时跑到现场向我挑战的，他200多斤，将近1.9米的个子，力量非常大。他没有和我打，因为皮特上午和我打了，他下午就要摔，想把我摔倒。结果在推手过程中，我优势获胜”。公开信发布后，该视频曾一度在网上引发热议，许多网友表示视频内容“看起来不像是真打”，但马保国表示“确实是一场比武”。随后，视频中的男子“彼得·欧文”经查确有其人，也确实是一名MMA选手，其职业生涯战绩为15胜9负1平，但并非MMA欧洲冠军，2015年与马保国“比赛”时已经退役两年。而彼得·欧文表示两人并未真正比赛，他是受雇于马保国弟子来协助拍摄这部为了宣传而做出的表演短片，不是收钱替他作假，並希望这种误解和尴尬可以避免。

### 约战徐晓冬
2017年6月26日，马保国如约与徐晓冬比武。当日下午二时，徐晓冬得到消息称“有人想阻止这场比赛”，于是临时决定将原本排在第四场的比赛提前至第一场，但在原定比赛时间开始前两分钟，场内的灯光突然被熄灭，徐晓冬被告知比赛场地不符合规定，便提出“更换场地重新进行比赛”的请求，得到了马保国的同意，但更换场地后，徐晓冬于比赛开始前10分钟遭警方以聚众打架带走问话，直至当日晚上八时才得以离开，这场比赛的网络直播画面也在事发后完全消失。
事后徐晓冬根据自己赛前得到的消息，表示马保国到了比赛现场后没有立即进入武馆，而是让其侄子马斌连续多次向当地派出所报警，阻挡比赛的进行，但马保国回复称其没有一个叫马斌的侄子，“徐晓冬和记者王志安联合起来制造假新闻”，且“赛前不签比武协议，也没有在公安局报备，自导自演想躲比赛”。此次约战后，马保国的浑元国术馆被曝关门停业。

### 右眼青肿视频
2020年初，马保国发布了一段视频，视频中其右眼青肿，马保国解释称“有两个年轻人上门找我学习功夫来治疗颈椎，在交流中我向他们讲述了传武中‘化劲’的博大精深，200多斤的英国大力士都握不动我的一根手指。年轻人不信邪，非要和我切磋，结果年轻人的几招都被我轻松化解，并且我把右拳放到了年轻人鼻子上，点到为止并没有打他，‘如果发力就把他打骨折了’。当我准备收拳的时候，年轻人左刺拳偷袭击中了我的右眼。”马保国认为两个年轻人有备而来，不讲武德，欺骗并偷袭了自己这个“69岁的老同志”，同时规劝两位年轻人要反思。
其中一位当事年轻人後來出面表示他确实是为了治疗颈椎病而找马保国。这位年轻人表示自己學習了一些體術，喜欢做大重量负荷运动，而且有时候姿势不正确，久而久之颈椎出了问题。他称自己是通过一位传武圈的朋友了解到马保国，和朋友拜访时，是马保国要求他試看看主动攻击以便評估，“我多次强调自己不是前来切磋，而是要学习站桩的”，而該學員表示溝通有誤會的情況下，馬隨後就開始對他動手，“他突然偷袭了我，出于条件反射我进行了反击”，沒想到一個“前手刺拳将他的眼睛打肿了”，事后马保国也接受了他的道歉。而学习太极站桩则因为马保国要价太高，“私教一节课1000块，10节起步谢绝还价”，而放弃。
几个月后，马保国在一场比武中被对手王庆民击倒，此视频又被翻出，断章取义、移花接木，截取“点到为止”等片段并称这是马保国在此次赛后所言，马保国对此作出了澄清。这段视频引起了大量的嘲讽和恶搞，在bilibili等网站上，有很多人以此为素材创作“鬼畜”。

### 点评张伟丽与乔安娜之战
2020年3月8日，中国MMA女格斗家张伟丽在于美国拉斯维加斯进行的终极格斗冠军赛（UFC）女子草量级冠军赛上击败了挑战者波兰选手乔安娜·延杰伊奇克，成功卫冕冠军。赛后，马保国表示张伟丽“打法蠢”，声称自己“硬地板上穿鞋打两分钟，我不伤她，我练内功连续大战三分钟不喘”。对于马保国的挑战，张伟丽的教练“蔡军师”蔡学军回应称“不相信这是传统武术大师说的话，如果真说了这样的话，那真是为老不尊”。

### 对战王庆民
2020年5月17日，马保国在山东淄博的一场名为“演武堂之江湖十六”的搏击比赛中对阵年近50岁的民间武术爱好者王庆民，马保国在30秒内被王庆民连续击倒三次，最后一次被击倒在地，昏迷了长达两分钟。这一事件在中国大陆引发“网络狂欢”，成为了持续多日的社交平台热点，而国外也已有百余家媒体前后报道了此事，马保国被打败的视频也在多个平台广泛流传。
比赛开始之前，马保国曾找裁判谈规则，称“我有个习惯动作，怕伤着你”，而裁判则表示“我不怕”。马保国亮相时，向大家行了抱拳礼，现场随即响起一片掌声，王庆民随后登场。比赛开场后仅4秒，马保国就被王庆民连续两记右手重拳命中脸部，随即倒地，随后裁判拉住王庆民，避免他跟进出拳，18秒，马保国再次被击倒，在第二次起身后，马保国试图用飞腿攻击对方，但没有形成有效击打，又被连续两记重拳击中，而第二记重拳力量非常大，直接击中脸部，马保国重重地摔倒在地上，长时间没有起身，比赛以马保国被打败结束。直到被对手打败，马保国也没有展示出一丁点平日宣传视频中的“接、化、发”、“五鞭”等绝技。
17日晚，马保国在微博报平安：“马老先生现在一切安好，谢谢大家挂念。”19日，马保国表示自己已经平安从淄博返回上海。同日，武当功夫代表人物陈师行发布视频谈及此事，他表示“马保国年近70参与对抗并不公平”，直言“马保国精神可嘉”，“明知输还去应战”。而陈家沟官方微博也在当日发文，称“被KO的马保国和本门无关”、“马保国是山寨碰瓷我心意混元，起名为浑元形意太极门，屡次败坏我们混元太极门派盛名，曾多次被我外公的弟子起诉”。20日中午，马保国发布长文，称“传统功夫，健身养生是第一位”，“功夫不分高低”，“有骂才有反思”。同时，马保国对网上假冒他以及弟子发声、发文、发视频及截取网络上已有视频片段再配图来迷惑网友的做法进行了澄清。
赛后，之前曾协助马保国拍摄宣传视频的彼得·欧文对马保国表示同情，称“看来他真的相信他能战斗”，“我的名字跟他联系在一起有些尴尬，而且一些轻信谣言的人会以为我输给了他。但即使这样，我还是无法对他生气”。而这场比赛的当值裁判在赛后谈及当日赛事时表示，马保国在赛前交谈时曾把手搭自己肩膀上，提醒别被误伤，让他非常不高兴，并称“马保国的功夫很搞笑”。据媒体报道，在这场比赛中，原本马保国的比武对手是70岁的太极拳师李贤春，但赛前体检时，医生认为李贤春年纪过大，不合适再上擂台，于是山东本地的传武爱好者王庆民替补登场。
王庆民所属的山东金鼎智达武术健身俱乐部于赛后出示了一份《关于五月十七日“演武堂”王、马之战的几点说明》，称“山东金鼎智达武术健身俱乐部并非官方组织，是淄博市武术运动协会下属的团体会员单位；而俱乐部和王庆民本人没有收取任何出场费，并还向举办方交了660元参赛费。”该声明还表示，王庆民与马保国之战，并非刻意策划。原定的参赛选手因个人原因无法参赛，山东金鼎智达武术健身俱乐部王庆民按赛事方安排的比赛顺序参赛，并得到马保国本人同意。据该俱乐部介绍，王庆民1971年出生，1989年入伍，在部队学过一些擒拿格斗，并参加过电影《大決戰》的拍摄，退役后主要跟民间拳师学习形意拳，2005年跟随淄博市民间武术健健身俱乐部（现山东金鼎智达武术健身俱乐部）负责人李本兴老师学习九节鞭、金鼎功夫链等传统武术，未学习过散打与搏击，也未参加过搏击擂台赛。有媒体表示，本场比赛吸引了4.25万的观众，每人需要支付5元的门票费用，短短半分钟就创造了20余万元的收益，不过马保国分文未取。

### 2020年末爆红
2020年11月，有关马保国的鬼畜视频在B站爆红，并衍生出“不讲武德”、“耗子尾汁”（“好自为之”的空耳）、“三位立体混元劲”、“闪电五连鞭”、“松果弹抖闪电鞭”等网络流行语。11月15日，马保国首度回应相关恶搞视频，表示希望人们能清晰明辨，微博是他唯一的发声渠道，马保国知道自己虛假宣傳的事情曝光後，于2020年11月15日在其微博发文称“……已回归平静生活，远离武林是非圈子……”宣布自己從武術界退休。但商業方面仍炒作不斷，11月17日，微信公众号“演武堂”发布消息称马保国确认将参与郑阳导演的电影《少年功夫王》的拍摄。 11月28日，《人民日报》客户端发文批评“马保国闹剧，该立刻收场了”，文章呼籲，對武術的表述和二次創作都是個人自由，但马保国靠哗众取宠就可以成功，對於體育以及誠信精神是種傷害，新华社旗下《瞭望东方周刊》也指“马保国大火特火，这不正常”，對低俗爆紅而賺錢的氛圍感到憂慮，要求整饬网络风气。随后，在哔哩哔哩搜索栏输入“马保国”或者“马保国 XX”已无法搜到相关恶搞视频。新浪微博社区管理官方也发文称，除了正常的讽刺批判内容之外，微博将对借机恶意营销炒作的内容严格控制和审核，并已解散马保国相关的粉丝群。2023年初，马保国相关创作再次被放开。

### 制服醉汉
2023年7月31日，马保国于郑州火车站徒手制服一名醉汉，引发网络热议。

## 延伸阅读
- 杨建营. . 武汉体育学院学报. 2020, 54 (5): 61-69  [2020-11-27]. （原始内容存档于2020-06-20）. （页面存档备份，存于）
- 张标银. . 中华武术. 2020, (7): 10-11  [2020-11-27].
- Jonathan White. . South China Morning Post. 2020-11-18  [2020-11-26]. （原始内容存档于2021-04-01）. （页面存档备份，存于）（英文）
- Ostale vijesti. . Fight Site. 2020-05-21  [2020-11-27].（波斯尼亞文）

## 外部連結
- 马保国的新浪微博